# Kenmooreana eudesmiae
Kenmooreana eudesmiae är en insektsart som beskrevs av Taylor 1984. Kenmooreana eudesmiae ingår i släktet Kenmooreana och familjen rundbladloppor. Inga underarter finns listade i Catalogue of Life.